# 屋久 (海防艦)
屋久（やく）は、日本海軍の海防艦。鵜来型海防艦の6番艦。艦名は南西諸島にある屋久島にちなむ。

## 起工までの経緯
改⑤計画の海防艦、第5251号艦型の1番艦、仮称艦名第5251号艦として計画。未起工艦のうち日立造船に建造が割り当てられていた艦は通称「日振型」として建造されることになるが、マル急計画艦と異なり掃海具を装備せずに九四式爆雷投射機と三型爆雷装填台を1基ずつ増備する変更がされた。

## 艦歴

### 起工-竣工-訓練
1944年（昭和19年）5月14日、浦賀船渠で起工。8月25日、「屋久」と命名され鵜来型に分類されて同級の6番艦に定められる。9月5日、進水。13日、艤装員事務所を設置。30日、艤装員長に三井湜少佐が着任。10月23日竣工。三井少佐（屋久艤装員長）は屋久海防艦長となる。同日附で、屋久艤装員事務所は撤去された。本籍を佐世保鎮守府籍に定められ、佐世保鎮守府警備海防艦となり呉鎮守府部隊呉防備戦隊に編入され基礎術力練成教育に従事。12月5日、連合艦隊南西方面艦隊第五艦隊第三十一戦隊第21海防隊に編入。

### 船団護衛
1944年（昭和19年）12月23日、陸軍輸送船めるぼるん丸（大阪商船、5,438トン）他輸送船1隻からなるモタ29船団を第26号海防艦、第60号海防艦、第205号海防艦と共に護衛して門司を出港。同日、第26号海防艦は船団から分離し、門司に戻った。航海中の25日、屋久は連合艦隊に編入された。31日、船団は高雄に到着。
1945年（昭和20年）1月3日、屋久は輸送船9隻からなるタア01船団を駆逐艦朝顔、海防艦新南と共に護衛して高雄を出港し、5日に厦門に到着。6日、新南と共に厦門を出港し、7日に左営に到着。10日、ヒ87船団を護衛し左営発。13日、香港に到着。20日、ヒ87B船団を護衛し香港を出港。21日、新南が海南島南口で触礁したため、香港で積載した託送品と便乗者の移載を受ける。22日に船団は海南島南口を出港。途中屋久は船団から分離し、27日にサンパット湾に到着。託送品と便乗者を降ろした。
2月4日、屋久はサンパット湾を出港し、同日中にヒ88D船団に合流。そのまま船団の護衛を行う。6日深夜、船団は北緯06度31分 東経106度12分 / 北緯6.517度 東経106.200度のサイゴン南方470km地点付近でアメリカ潜水艦パンパニト(USS Pampanito, SS-383)に発見される。2305、パンパニトは魚雷を発射し、海軍配当船延元丸（日本郵船、6,890トン）の右舷機関室に命中。同船は2分で沈没した。7日、船団は北緯06度58分 東経106度08分 / 北緯6.967度 東経106.133度の地点でパンパニトとウルフパックを組んでいたアメリカ潜水艦ガヴィナ(USS Guavina, SS-362)に発見される。0454、ガヴィナは魚雷6本を発射し、海軍配当船大暁丸（大阪商船、6,892トン）の右舷3番船倉、1番船倉、2番船倉の順に3本が命中。同船は5分で沈没した。8日、船団はサイゴンに到着し、同地で解散となった。9日、屋久はサイゴンを出港し、13日にシンガポールに到着。
16日、屋久はヒ88H船団を護衛してシンガポールを出港。途中で陸軍油槽船鳳南丸（拿捕船/飯野海運委託、5,542トン/旧英船War Sirdar）がサンジャックに向かうため船団から分離。22日昼前、船団は北緯11度30分 東経109度06分 / 北緯11.500度 東経109.100度のインドシナ半島ファンラン湾口でアメリカ潜水艦ベクーナ(USS Becuna, SS-319)に発見される。1045、ベクーナは魚雷4本を発射し、うち1本が海軍配当船日翼丸（日産汽船、1,943トン）の左舷機関室に命中。被雷した同船は右舷に傾斜した後沈没。屋久以下護衛艦は爆雷65発を投下したが、ベクーナに損害はなかった。同日1900、船団はナトランに到着し、23日に出港。同日、船団は北緯12度42分 東経109度30分 / 北緯12.700度 東経109.500度のインドシナ半島バレラ岬沖南方20km地点付近でアメリカ潜水艦ハンマーヘッド(USS Hammerhead, SS-364)に発見される。1210、ハンマーヘッドは魚雷4本を発射。うち2本が屋久の右舷艦首に立て続けに命中し、屋久は轟沈した。25日、船団はツーランに到着した。海防艦長の三井湜少佐以下乗員134名が戦死。
4月10日、屋久は鵜来型海防艦から削除され、帝国海防艦籍から除かれた。屋久の艦名はアメリカから貸与された海上自衛隊の掃海艇「やくしま」（元YMS-135級特務機動掃海艇オスプレイ(USS Osprey, AMS-28)）に引き継がれた。

## 海防艦長
艤装員長
1. 三井湜 少佐：1944年9月30日[6] - 1944年10月23日

海防艦長
1. 三井湜 少佐：1944年10月23日[7] - 1945年2月23日 - 戦死。同日、海軍中佐に特進。

### 注
1. ↑  これは法令上の定員数であり、特修兵、その他臨時増置された人員を含まない。